# 反密碼子

丙氨酸的密碼子与反密碼子

反密碼子是转运核糖核酸（tRNA）反密码子臂上的三联碱基，能够与一个或者多个密码子匹配。一些反密码子可以与多于一个的密码子匹配被称为“摆动性”。